# Szczyrk (gmina 1946–1954)
Szczyrk – dawna gmina wiejska istniejąca w latach 1946–1954 w województwie krakowskim, katowickim i stalinogrodzkim. Siedzibą władz gminy była wieś Szczyrk.
Do 31 lipca 1934 roku Szczyrk stanowił samodzielną gminę wiejską jednostkową w powiecie bialskim, w woj. krakowskim – następnego dnia weszła w skład nowo utworzonej gminy Bystra-Wilkowice.
Gmina wiejska Szczyrk (zbiorowa o charakterze jednostkowym) z siedzibą zarządu gminnego w Szczyrku reaktywowana została 1 kwietnia 1946 roku z części gminy Bystra-Wilkowice. Obejmowała ona jedynie siedzibę. 1 stycznia 1951 roku została włączona do powiatu bielskiego w woj. katowickim.
Jednostka ta została zniesiona ponownie 29 września 1954 roku wraz z reformą znoszącą gminy – z jej terenu powstały gromada Szczyrk, która 1 stycznia 1956 roku uzyskała status osiedla, a 1 stycznia 1973 – miasta.
Uwaga: Nie należy mylić gminy Szczyrk (1946–1954) z gminą Szczyrk, istniejącą w latach 1976–1990, ponieważ była to gmina o zupełnie innym zasięgu terytorialnym; była to przejściowa nazwa gminy Buczkowice (spowodowana zmianą siedziby jednostki), koegzystującej obok miasta Szczyrk (czyli odpowiednika dawnej wiejskiej gminy Szczyrk z lat 1946–54).